# Langanes (halvö)
Langanes är en halvö i republiken Island. Den ligger i regionen Norðurland eystra, i den nordöstra delen av landet.  
Langanes har ett rikt fågelliv. På dess branta klippor finns alla de vanliga kustfåglarna. Dessutom finns här många havssulor.